# 唐樹義
唐樹義（1793年—1854年），字子方，貴州遵義人。清朝政治人物。
嘉慶二十一年舉人，历官陕西布政使。道光六年（1826年）大挑一等。咸丰三年(1853年)，太平军攻陷南京，诏唐树义任湖北按察使，在德安、灄口等地與太平軍交戰。湖广总督吴文镕進逼黄州，唐树义督水师扼守上游。咸丰四年正月（1854年2月）初九日，石祥祯、韦俊、曾天养等在湖北黃州擊敗清軍，吴文镕兵敗自杀，布克慎逃往麻城，唐树义败退至金口。太平军乘胜追擊，十三日，再克汉口、汉阳，十七日，克金口。咸丰五年正月二十三日，唐樹義口占绝命词，投江死，予谥“文节”，入祀昭忠祠。其子唐炯将按察使印交胡林翼。